# Dibrachys koraiensis
Dibrachys koraiensis är en stekelart som beskrevs av Yang 1996. Dibrachys koraiensis ingår i släktet Dibrachys och familjen puppglanssteklar. Inga underarter finns listade i Catalogue of Life.